# Ана Колтовска
Ана Алексејевна Колтовска (рус. Анна Алексеевна Колтовская; око 1554. — Тихвин, 5. април 1626), била је ћерка племића Алексеја Горјаинова Колтовскоја и четврта законита супруга Ивана IV Грозног, цара Руског царства.

## Биографија
Ана Алексејевна Колтовска, рођена је око 1554. или 1555. године као Ана Ивановна. Њен отац био је руски племић Алексеј Горјаинов Колтовској, док за име мајке и мјесто рођена, историја нема много података.
Године 1572. Ана се удала за Ивана IV Грозног, као његова четврта законита супруга. Са Иваном је живјела до 1575. године, када је протјерана у манастиру Тихвин, гдје се замонашила под именом сестра Дарија.
Током њиховог заједничког брака, Иван Грозни је био под снажним утицајем Ане. Из позиције царице, Ана је спроводила систематску борбу против опричника, а сукоб је почео након што је њен вољени принц Вјаземски мучен у једном од Московских затвора по налогу цара. За годину дана након тога, Иван Грозни је пао под јак утицај Ане и њене пратње, који су уз цареву помоћ, потиснути скоро све опричнике.
Након монашења, Ана је остатак живота провела у манастиру Тихвин, као сестра Дарија, у ком је и умрла 1626. године.